# Irkutsk
Irkutsk [irkútsk] (rusko Иркутск) je največje mesto in upravno središče Irkutske oblasti. Leta 2010 je imel 617.473 prebivalcev in je bil 25. največje mesto po prebivalstvu v Rusiji, peto največje v Sibirskem federalnem okrogu in eno največjih mest v Sibiriji.
Je na jugu istoimenske oblasti, mesto samo leži ob reki Angari, pritoku Jeniseja, okrog 850 km jugovzhodno od Krasnojarska in 520 km severno od Ulan Batorja. Transsibirska cesta (federalni avtocesti M53 in M55) in železnica povezujeta Irkutsk z drugimi regijami v Rusiji in Mongoliji.
Veliko opaznih Rusov je bilo zaradi sodelovanja pri uporu dekabristov leta 1825 poslanih v izgnanstvo v Irkutsk in mesto je v preostanku stoletja postalo središče za izgnance. Nekaj zgodovinskih lesenih hiš še vedno stoji. Ko je železnica dosegla Irkutsk, je mesto dobilo vzdevek »Sibirski Pariz«. V času ruske državljanske vojne so v mestu divjali srditi spopadi. V sovjetskem obdobju je v mestu prevladovala arhitektura socialnega realizma. Mesto je postalo pomembno središče za gradnjo letal. Zgodovinsko središče Irkutska je uvrščeno na poskusni seznam  Unescove svetovne dediščine.

## Izvor imena
Mesto je poimenovano po reki Irkut. Ime za reko izhaja iz burjatske besede za »vrtenje« in po njej so se poimenovala lokalna plemena, znana kot Yrkhu, Irkit, Irgit in Irgyt. Mesto je bilo prej znano kot Jandašski po lokalnem Tuvanskem poglavarju Jandaša Gorogi.
Star zapis imena je bil 
«Иркуцкъ». Pred revolucijo je bilo mesto znano kot »Vzhodni Pariz«, »Sibirski Peterburg« in »Sibirske Atene«.

## Zgodovina
Leta 1652 je Ivan Pohabov zgradil zimovje (zimsko prebivališče) v bližini mesta, kjer je danes Irkutsk z namenom trgovanja z zlatom in pobiranja davkov od kož od Burjatov. Leta 1661 je Jakov Pohabov v bližini zgradil ostrog (majhno utrdbo). Ostrog je leta 1686 prejel uradne mestne pravice od vlade.
Leta 1661 je bil zgrajen irkutski zapor kot oporišče za ruske raziskovalce v regiji Angare. Zaradi svoje ugodne geografske lege je kmalu prenehal biti samo obrambna struktura.
Deset let pozneje, leta 1671 so tukaj po zgodovinskih dokumentih živeli poleg vojakov in Jasak ljudi tudi »kmetje orači s svojimi ženami in otroki«. Pojavil se je posad, s čimer se je začela gradnja stanovanjskih stavb. Pomen zapora v regiji je rasel in tako je bil dvakrat ponovno zgrajen (leta 1669 in 1693) ter se je tako povečal.
Usoda zapora je bila takšna, da je bil njegov vojaško-obrambni pomen manj opazen od drugih prej zgrajenih trdnjav pri Angari, npr. Bratsk (1631) ali Verholensk (1644). Toda njegova lega na križišču poti kolonizacije, trgovine in industrije je vnaprej določila vlogo Irkutska v zgodovini vzhodne Sibirije. Leta 1682 je postal center neodvisne regije in leta 1686 je dobil status mesta. Irkutsk je bil na začetku 18. stoletja razdeljen na dva dela: majhno mesto ali sam zapor in veliko mesto.

## Geografija
Irkutsk se nahaja okrog 850 km jugovzhodno od Krasnojarska in 520 km severno od Ulan Batorja, prestolnice Mongolije. Mesto leži ob reki Angari, pritoku Jeniseja, 72 km za izlivom iz Bajkalskega jezera, na bregu nasproti četrti Glaskovsk. 580 m široko reko prečka Irkutski hidroelektrični jez in še tri jezovi dolvodno.
Reka Irkut, po kateri je mesto poimenovano, je manjša reka, ki se izlije v Angaro neposredno nasproti mesta. Večina mesta je z reko Ido (ali Ušakovko) ločena od glavnih znamenitosti – samostan, utrdba in pristanišče, pa tudi od določenih mestnih četrti. Glavnima dvema deloma Irkutska se običajno reče »levi« in »desni breg«, glede na tok reke Angare.
Center zgodovinskega dela mesta je trg Kirova. Na tem mestu je 6. julija 1661 Jakov Pohabov postavil zapor za zbiranje Jasaka, davka, pobranega od lokalnega prebivalstva s kožami. Arhitekturni videz sodobnega Irkutska izvira iz časov lesenega zapora. Zgodovinski center mesta je zdaj skoncentriran na svojem mestu. Na začetku 18. stoletja se je spremenil v masivno in razvito leseno trdnjavo, ki je prebivalce ščitila pred napadi nomadov. Leta 1716 je velik požar skoraj v celoti uničil utrdbo, vendar je bila nova kamnita zgrajena v samo enem letu.

## Gospodarstvo
Največje podjetje v regiji je proizvajalec letal Irkut, ki je bil ustanovljen leta 1932. Podjetje je najbolj znano po proizvodnji lovskih letal Su-30. Ruska vlada je leta 2006 združila podjetje Irkut z Iljušinom, Mikojan-Gurevičem, Suhojem, Tupoljevim in Jakovljevim v Združeno letalsko korporacijo.
V mestu je talilnica aluminija, ki pripada podjetju Rusal.

## Pobratena mesta
Irkutsk je pobraten z:
- Primorsko-goranska županija, Hrvaška
- Prijedor, Bosna in Hercegovina
- Vitebsk, Belorusija
- Karlovarski okraj, Češka
- Pokrajina Pordenone, Italija
- Pforzheim, Nemčija
- Čenstohova, Poljska
- Haute-Savoie, Francija
- Strömsund Municipality, Švedska,
- Ulan Bator, Mongolija
- Šenjang, Kitajska
- Gangneung, Južna Koreja
- Kanazava, Japonska
- Eugene, Oregon, ZDA

## Znani domačini
- Vladimir Aleksejevič Kornilov, admiral Ruske imperialne mornarice, udeleženec krimske vojne
- Aleksander Vasiljevič Kolčak, voditelj v ruski državljanski vojni
- Nikolaj Iljič Kamov, konstruktor helikopterjev, ustanovitelj biroja Kamov
- Mihail Leontjevič Mil, konstruktor helikopterjev, ustanovitelj biroja Mil
- Denis Leonidovič Macujev, klasični pianist

## Vira
- Brumfield, William. Irkutsk: Architectural Heritage in Photographs // Moscow: Tri Kvadrata Publishing, 2006.  ISBN 978-5-94607-061-4
- Polunina N.M., Korobov S.A., Sutton J.M., Korobova G.W. Her Majesty — Queen of Siberia // Publishers Korobov. — Irkutsk, 2008.